# Geografia Jamajki

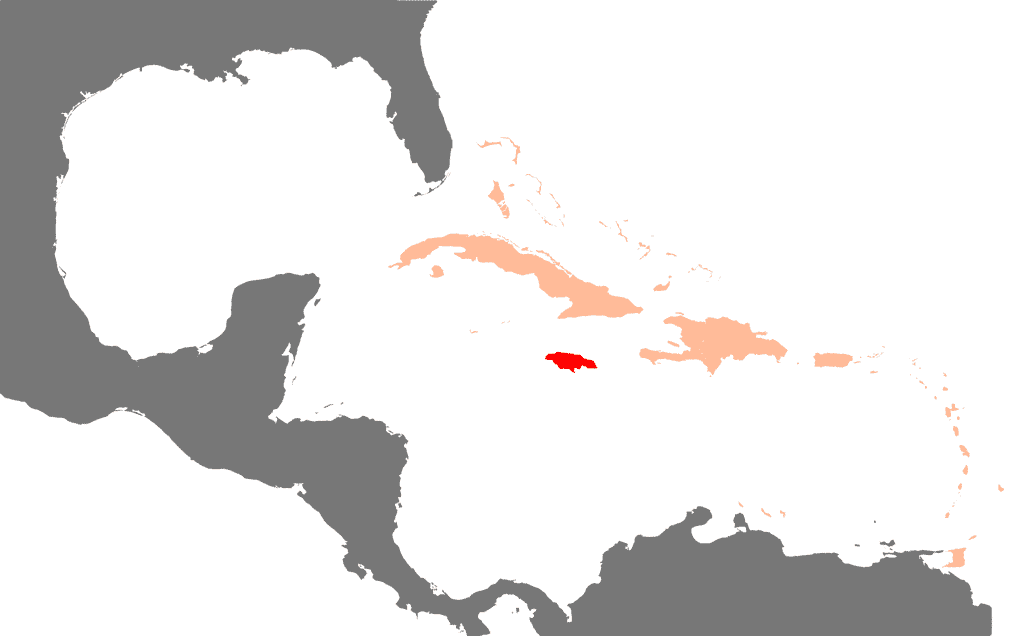
Położenie Jamajki na wyspach karaibskich

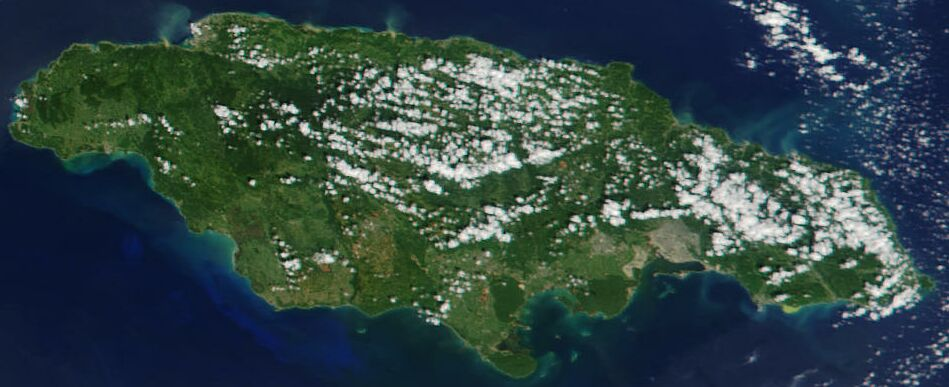
Zdjęcie satelitarne Jamajki

Geografia Jamajki – dziedzina nauki zajmująca się badaniem Jamajki pod względem geograficznym.
Jamajka jest państwem wyspiarskim leżącym na wyspie o tej samej nazwie w archipelagu Wielkich Antyli na Morzu Karaibskim w Ameryce Środkowej. Jamajka leży w odległości 150 km od południowo-wschodnich wybrzeży Kuby i około 175 km do Haiti. Wyspa cechuje się wyżynno-górzystym krajobrazem i tropikalnym klimatem.
Jamajka została odkryta przez Krzysztofa Kolumba w 1494 roku.

## Nazwa
Nazwa wyspy – Jamajka pochodzi od lokalnej nazwy w języku arawackim Xaymaca, która oznaczała „krainę drewna i wody”. Wyspa została odkryta przez Krzysztofa Kolumba w 1494 roku, który nadał jej nazwę Santiago – jednak nazwa ta się nie przyjęła .

## Położenie i powierzchnia
Powierzchnia kraju to 10 991 km² (10 831 km² zajmuje ląd a 160 km² wody) . Poza główną wyspą Jamajką, do Jamajki należą niewielkie wyspy: Pedro Cays leżące około 70 km na południe od głównej wyspy i Morant Cays leżące na południowym wschodzie, a także grupa przybrzeżnych wysepek Port Royal Cays.
Jamajka jest trzecią pod względem wielkości wyspą na Karaibach (po Kubie i Haiti)  – ma 235 km długości a jej maksymalna szerokość to 82 km . Leży ok. 150 km na południe od Kuby, ok. 160 km na zachód od Haiti i ok. 630 km na północny wschód od karaibskiego wybrzeża Ameryki Południowej .
Linia brzegowa Jamajki wynosi 1022 km . Poprzez wody terytorialne graniczy od północy z Kubą, a od północnego wschodu z Haiti.

## Rzeźba i ukształtowanie terenu

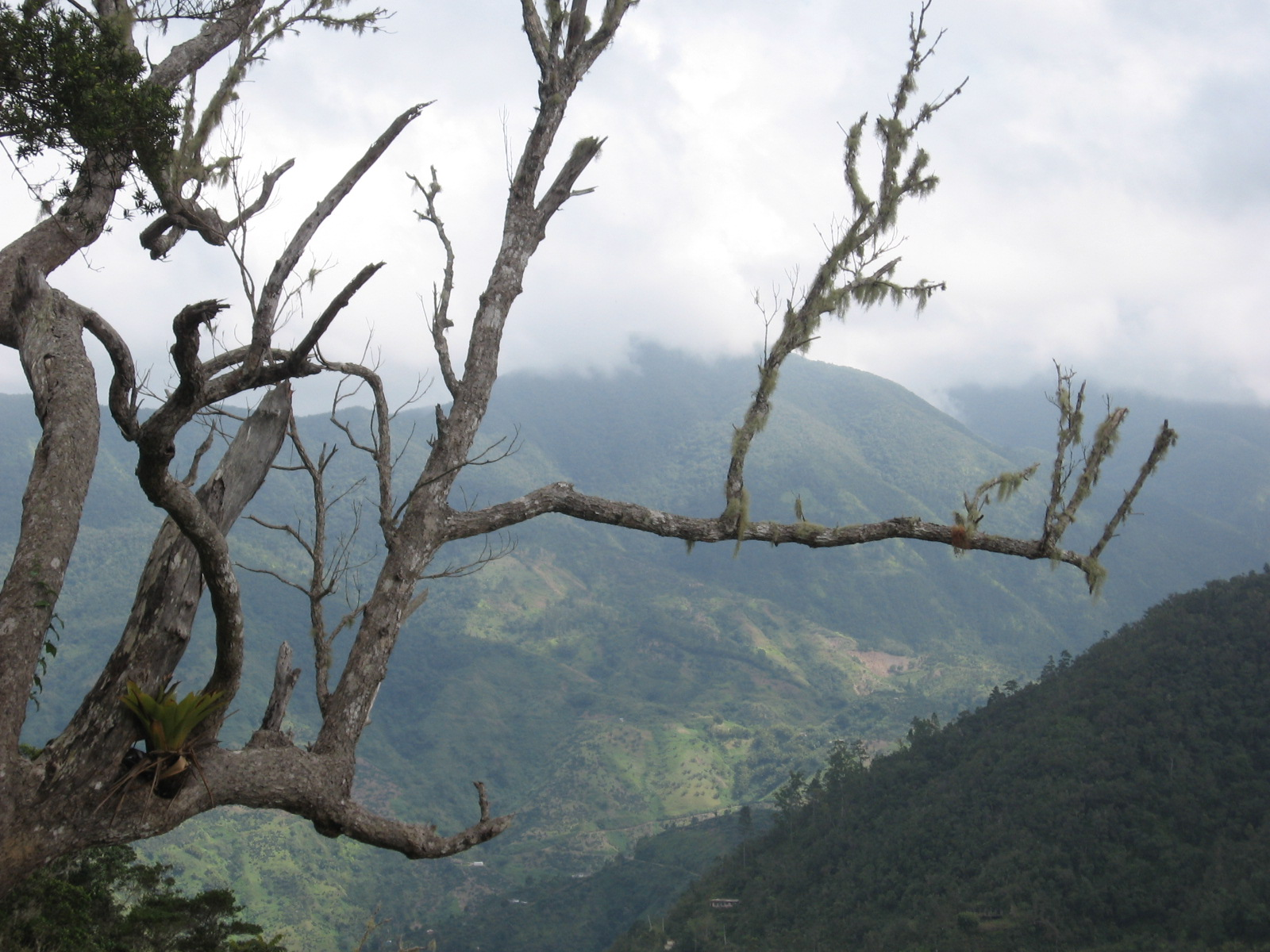
Góry Błękitne

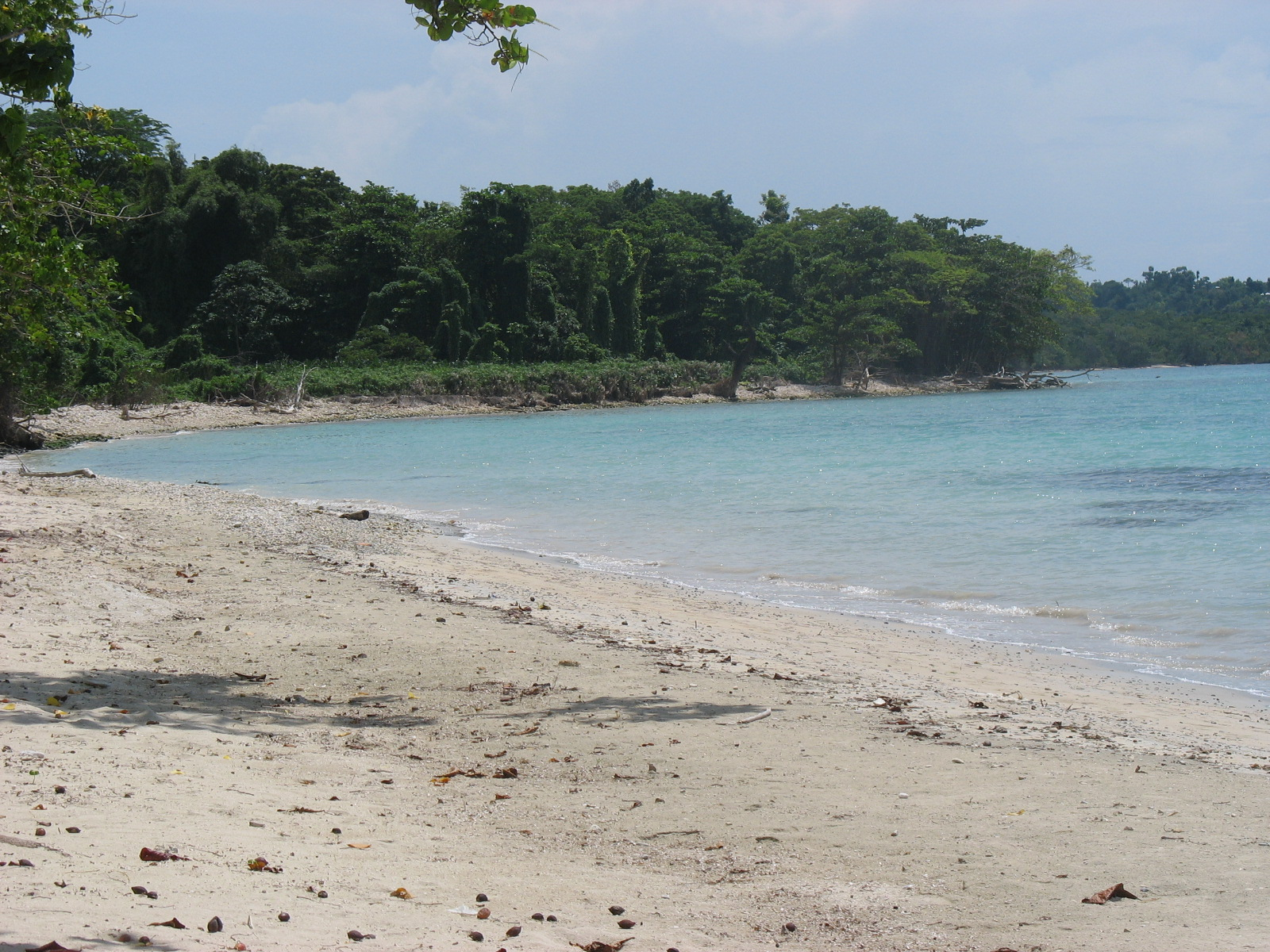
Wybrzeże Jamajki

Jamajka jest krajem górzysto-wyżynnym , należącym do jednostki fizycznogeograficznej zwanej śródziemnomorzem amerykańskim. Ponad połowa wyspy leży na wysokości powyżej 300 m n.p.m.  Najwyższe pasmo górskie Góry Błękitne leży we wschodniej części kraju, gdzie najwyższy szczyt – Blue Mountain Peak ma 2256 m n.p.m.  Cechą charakterystyczną północno-zachodniej części wyspy jest rzeźba krasowa  i liczne jaskinie, m.in. Green Grotto Caves . Na południowym zachodzie wznoszą się góry Don Figuerero, Santa Cruz i May Day . Tereny nizinne ograniczają się do obszarów nadbrzeżnych .
Linia brzegowa jest dobrze rozwinięta, z wieloma zatokami , m.in. Bluefields, Portland i Discovery, a także półwyspy jak półwysep Palisadores. Linię brzegową urozmaicają liczne niewielkie zatoki i przylądki. Wybrzeże jest przeważnie niskie, mające w wielu miejscach postać piaszczystych plaż. W wielu miejscach wybrzeże jest namorzynowe. W niektórych miejscach brzeg morski jest wysoki.

## Budowa geologiczna
Wyspa Jamajki, jak i wyspy do niej należące są pochodzenia wulkanicznego i wypiętrzyły się w wyniku działalności wulkanicznej. Jamajka jest zbudowana z pofałdowanych i ponasuwanych w czasie orogenezy alpejskiej utworów kredowych i trzeciorzędowych, które tworzą łańcuchy górskie wyspy. Utwory pochodzące z kredy to skały pochodzenia wulkanicznego, a trzeciorzędowe to niewielkie wystąpienia intruzji oraz osadowe sekwencje paleoceńskie i eoceńskie. Głównymi skałami tych okresów są skały organodetrytyczne, wapienne i margliste oraz piaskowce. Fałdowe struktury mają przebieg mniej więcej równoleżnikowy. 
Najwyższe pasmo Jamajki – Góry Błękitne są w większości zbudowane ze skał kredowych. Jamajka charakteryzuje się występowaniem silnych zjawisk krasowych, co wiąże się z istnieniem znacznego udziału skał wapiennych na tej wyspie – ponad połowę wyspy pokrywają wapienie . Wzdłuż południowego wybrzeża występują wapienne osady pochodzące z czwartorzędu. Na wyspie obecnie nie występuje działalność wulkaniczna, a w podłożu znajdują się pokłady boksytów i gipsu. Wokół południowej części wyspy wykształciły się rafy koralowe .

## Klimat
Jamajka znajduje się w strefie klimatu równikowego i według klasyfikacji klimatów Köppena ma trzy strefy klimatyczne: 
- dominującego klimatu tropikalnego monsunowego (Am) z dużą ilością opadów
- klimatu tropikalnego lasów deszczowych (Af)
- klimatu sawann (Aw)

Obszar Jamajki leży w strefie działań gorących prądów morskich i północno-wschodnich pasatów.
Temperatury przez cały rok są prawie takie same, gdzie roczne amplitudy nie przekraczają 5 °C. Występują jednak duże różnice regionalne, co wiąże się z wysokością nad poziom morza. Na nizinach rozkład dobowy i roczny temperatur jest typowy dla klimatu równikowego, gdzie temperatury wynoszą 24-28 °C. Istotny wpływ na przebieg temperatur ma wpływ Morza Karaibskiego i prądów morskich. Inne wartości termiczne występują na terenach wyżynnych i górzystych, gdzie średnie temperatury wynoszą od 18 do 15 °C w wysokich partiach gór. Zdarza się, że w najwyższych partiach Gór Błękitnych średnie dobowe wartości termiczne mogą obniżyć się do 10 °C, a nawet mniejszych.
Opady są ogólnie wysokie, typowe dla obszarów równikowych, lecz zróżnicowane regionalnie. Najniższe opady występują na zawietrznych stokach gór i jest to około 1000 mm rocznie. Najwięcej opadów jest w północno-wschodniej części wyspy, gdzie roczna suma opadów dochodzi do 6000 mm. W pozostałej części wyspy średnia opadowa wynosi 2000 mm rocznie. Największe opady przypadają na okres letni. Jamajka cechuje się wysoką wilgotnością, szczególnie tam, gdzie są wysokie opady. Wyspa co roku jest nawiedzana przez cyklony tropikalne.
| Miesiąc                              | Sty | Lut | Mar | Kwi | Maj | Cze | Lip | Sie | Wrz | Paź | Lis | Gru | Roczna |
| ------------------------------------ | --- | --- | --- | --- | --- | --- | --- | --- | --- | --- | --- | --- | ------ |
| Rekordy maksymalnej temperatury [°C] | 32  | 32  | 33  | 33  | 34  | 35  | 36  | 36  | 35  | 36  | 35  | 35  | 36     |
| Średnie temperatury w dzień [°C]     | 30  | 29  | 30  | 30  | 31  | 32  | 32  | 32  | 31  | 31  | 30  | 30  | 31     |
| Średnie dobowe temperatury [°C]      | 26  | 26  | 27  | 27  | 28  | 29  | 29  | 29  | 28  | 28  | 28  | 27  | 28     |
| Średnie temperatury w nocy [°C]      | 23  | 23  | 23  | 24  | 25  | 26  | 26  | 26  | 26  | 25  | 25  | 23  | 25     |
| Rekordy minimalnej temperatury [°C]  | 18  | 18  | 18  | 18  | 20  | 21  | 21  | 22  | 20  | 21  | 22  | 17  | 17     |
| Opady deszczu [mm]                   | 30  | 20  | 20  | 30  | 100 | 90  | 40  | 100 | 120 | 170 | 90  | 40  | 890    |
| Średnia liczba dni deszczowych       | 9   | 7   | 7   | 8   | 11  | 8   | 8   | 10  | 11  | 14  | 11  | 7   | 111    |
| Źródło: weatherbase.com 22 maja 2020 |     |     |     |     |     |     |     |     |     |     |     |     |        |

## Wody
Sieć rzeczna jest dobrze rozwinięta i zasobna w wodę, co wiąże się z opadami deszczu . Większość rzek bierze początek w środkowej, górzystej części wyspy . Wskutek zjawisk krasowych, wiele rzek wpływa w leje krasowe i znika po ziemią .
Rzeki płyną ze stosunkowo dużą prędkością, a na kilka z nich znajdują się bystrza . Rzeki płynące na południe są dłuższe niż rzeki płynące na północ . Do rzek płynących na południe należą m.in. Plantain Garden, Yallahs River, Hope River, Rio Pedro, Rio Minho, Black River i Milk River ; na północ płyną m.in. Rio Grande, Wag Water, White River, Martha Brae, Montego River i Great River. Najdłuższą rzeką jest Rio Minho o długości 100 km .
Występują też gorące źródła wód mineralnych . Na obszarach nadmorskich, zwłaszcza w południowej i zachodniej części wyspy występują bagna. Na Jamajce nie ma większych jezior, poza mokradłami i rozlewiskami.

## Gleby
Jamajka należy do karaibskiej krainy glebowej. Powszechną formacją glebową są zbielicowane gleby laterytowe. Na obszarach krasowych wytworzyły się gleby terra rossa.

## Flora i fauna

### Flora

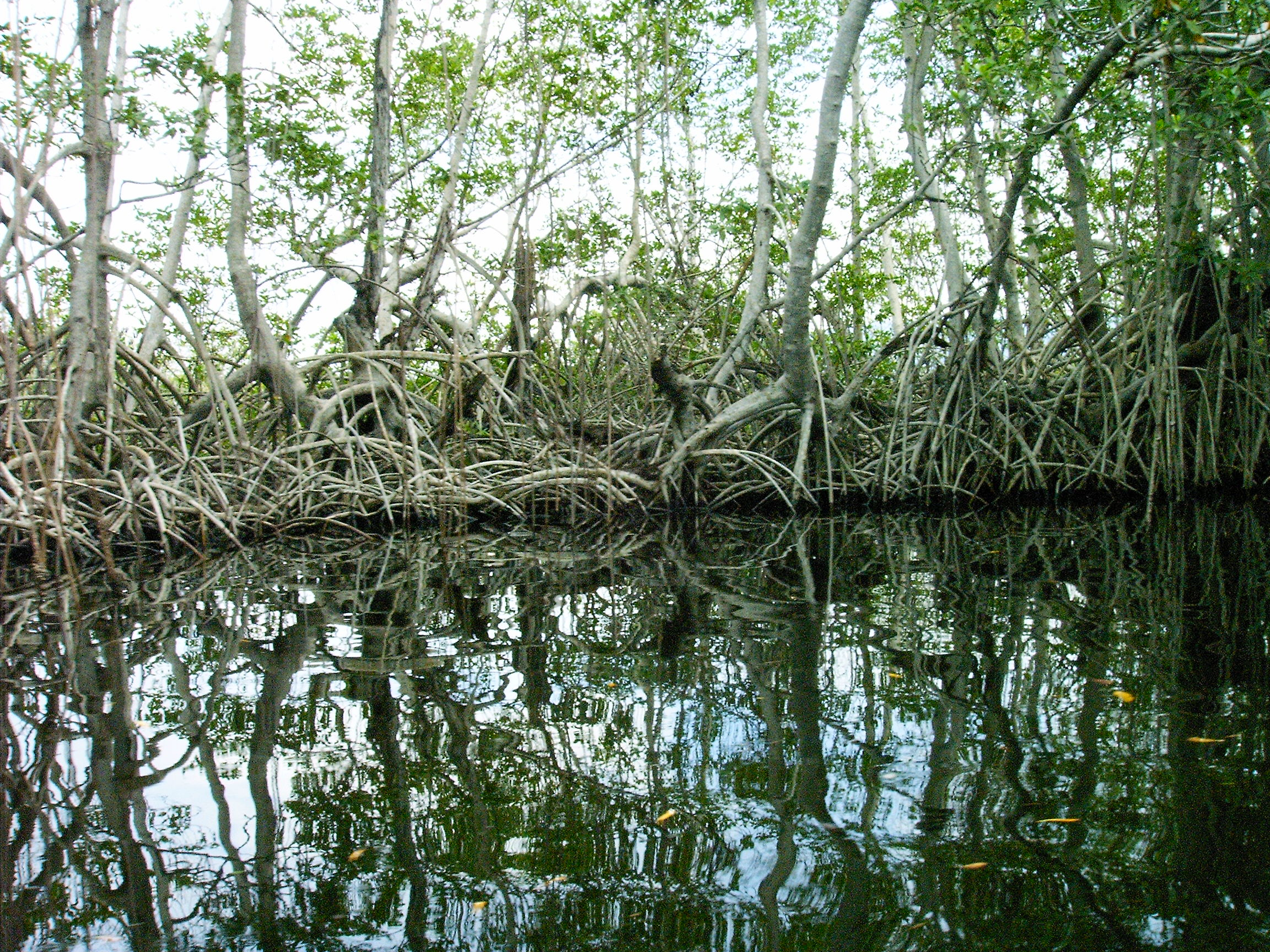
Las namorzynowy

Świat roślinny związany jest ze strefą klimatyczną i rzeźbą wyspy. Naturalną szatę roślinną tworzyły na wschodzie lasy zrzucające liście na okres suszy oraz miejscami wilgotne lasy równikowe . Najwyższe partie pokrywają lasy karłowate .
Jeszcze w XV w. wyspę w całości pokrywały lasy, które zostały wycięte przez Europejczyków . Lasy równikowe zachowały się w dolinach , choć ich udział jest niewielki. Łączna powierzchnia lasów na Jamajce wynosi około 25%. Głównymi i cennymi gatunkami drewna w lasach równikowych na Jamajce są mahonie, hebany i palisandry.
Na terenach wyżynnych występuje roślinność sawannowa i suchorośla, obie te formacje w wielu miejscach zostały wyparte przez tereny rolnicze. Wybrzeże w wielu miejscach jest porośnięte przez lasy namorzynowe, a w strefie nadbrzeżnej występuje też roślinność bagienna. 
Charakterystycznym drzewem Jamajki jest mahoe, powszechne są także palmy. Europejczycy przywieźli natomiast trzcinę cukrową, bananowce i drzewa cytrusowe .
Na wyspie występuje ponad 3000 gatunków roślin okrytonasiennych, w tym 200 gatunków storczykowatych.

### Fauna

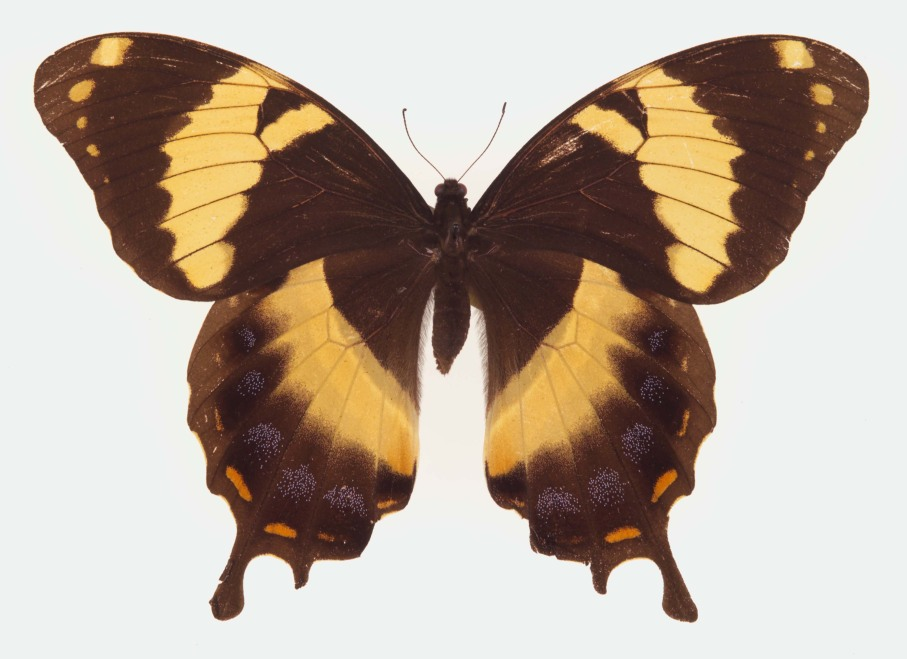
Papilio homerus

Świat zwierząt Jamajki należy do antylskiej krainy neotropikalnej. Największe skupiska zwierząt występują w lasach tropikalnych. 
Największymi drapieżnikami są krokodyle, których populacja jest niewielka. Do większych ssaków należą dzikie świnie, powszechne są drobne zwierzęta, głównie gryzonie i gady. Charakterystycznym gryzoniem jest rzadko występująca nocohutia jamajska . Najliczniej występującymi ssakami są nietoperze . W 1872 roku introdukowano mangustowate, które żywią się szczurami i wężami .
Na wyspie występuje około 200 gatunków ptaków , w tym 25 endemicznych (np. uszatka jamajska). Charakterystycznym ptakiem jest endemiczny koliber czarnogłowy , który uznawany jest za symbol narodowy – jego wizerunek znajduje się w logo linii lotniczych Air Jamaica. 
Z gadów powszechne są jaszczurki jak np. gekony, liczne są także węże. W słodkich wodach najliczniej występuje ryba z rodziny mugilowatych Dajaus monticola . Odnotowano tu 14 gatunków świetlikowatych. 

### Ochrona przyrody
Na terenie Jamajki utworzono dotychczas jeden park narodowy – Blue and John Crow Mountains National Park, który w 2015 roku został wpisany na listę światowego dziedzictwa UNESCO. Na terenie parku występuje zagrożony wyginięciem motyl .

## Demografia
Ludność Jamajki jest silnie zróżnicowana pod względem etnicznym – zamieszkują ją ludzie pochodzenia afrykańskiego, hinduskiego, chińskiego, europejskiego i arabskiego . Według danych jamajskiego urzędu statystycznego w 2018 roku Jamajka miała nieco ponad 2,7 miliona mieszkańców. Szacunki na 2020 rok przewidują wzrost liczby ludności do nieco ponad 2,8 miliona . Ponad 56% populacji mieszka w miastach .
Językiem urzędowym jest angielski a powszechnie używanym także jamajski – język kreolski na bazie angielskiego .
Prawie 65% Jamajczyków jest wyznania protestanckiego, ok. 2% katolickiego, ok. 2% to Świadkowie Jehowy, ok. 1% należy do Ruchu Rastafari, ok. 6,5% wyznaje inne religie a ok. 21% to osoby bez przynależności religijnej (stan na 2011 rok) .